# ジャック・テュルゴー

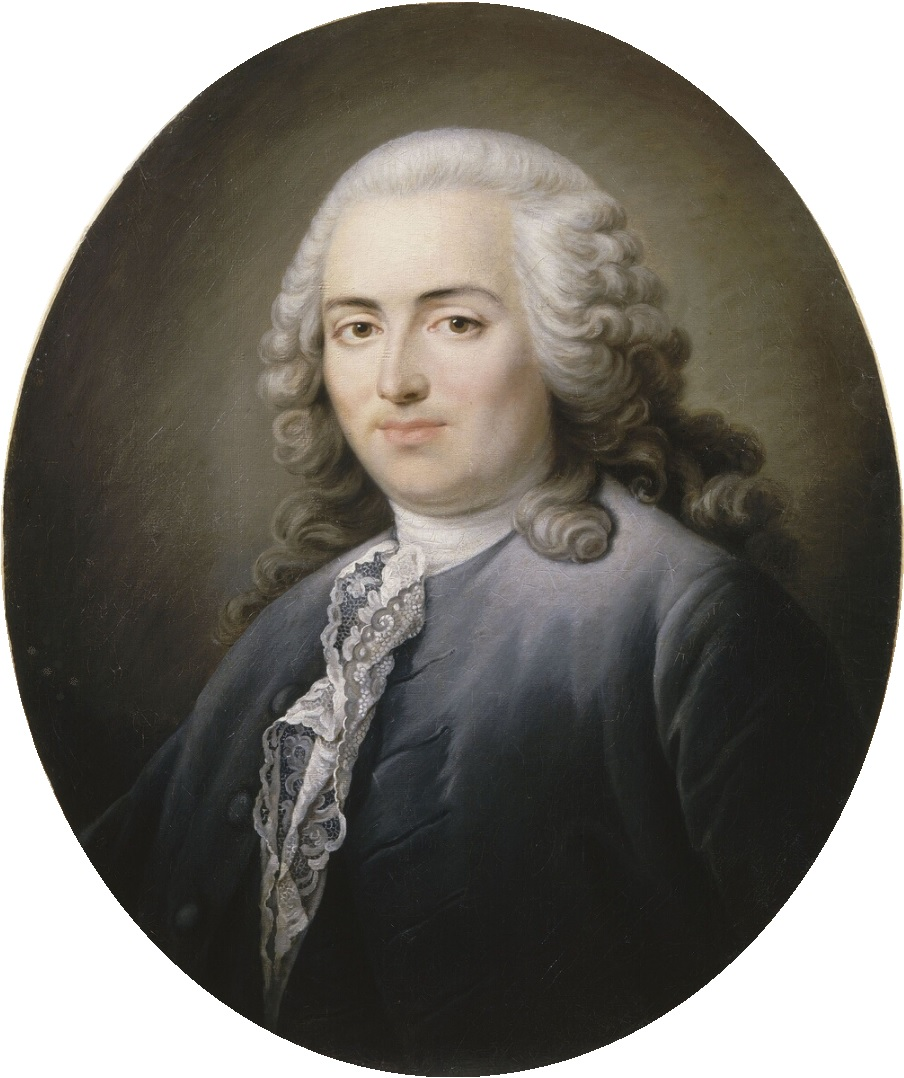
ジャック・テュルゴー

ローヌ男爵アンヌ＝ロベール＝ジャック・テュルゴー（Anne-Robert-Jacques Turgot, Baron de l'Aulne, 1727年5月10日 - 1781年3月18日）は、フランス王国 ブルボン朝期の政治家であり、また重農主義経済学者である。彼の経済学の根底にはルソーやモンテスキューと共通する自然法の発想を持つ18世紀の『啓蒙思想家』でもあり、「啓蒙主義経済学者」とも言われる。

　また、「(生存手段による)社会の4段階発展論」の考案者とされる。
テュルゴーは「資本(Capital)」概念の確立者であり、その思想はアダム・スミスに強い影響を与えている。なお、名前は日本語で「チュルゴー」「チュルゴオ」等と表記されることもある。

## 経歴
ジャック・テュルゴーは1727年にパリで、由緒ある法服貴族でパリ市長(パリ市商人頭)も務めた裕福な商人の三男として生誕。幼い時から神学教育を受け、1749年にソルボンヌ神学部(パリ大学）に入ると神学のみならず経済・数学・言語・歴史・哲学/自然哲学(物理学)など広範囲にわたる学問の修得で頭角をあらわし、あくる1750年にはパリ大学内ソルボンヌ僧院長に選ばれる。 1751年に父が死去すると僧籍から離れ、52年パリ高等法院検事総長補佐官の職を買い、国王政府の仕事を始める。1750年代にはグラフィニー夫人のサロンに頻繁に出入りしていた。
1754年、商務監督官ヴァンサン・ド・グルネーの知遇を得、1755年、1756年のグルネーの国内視察旅行に同行した。 また、当時グルネーが出版を計画していたチャイルド『「新商業講話」への注釈』についても、説明を受けたものとみられる。グルネー没後、テュルゴーは追悼文『ヴァンサン・ド・グルネー讃辞』を書いている。
1760年スイスにヴォルテールを訪問し、この頃フランソワ・ケネーなどと親交を結ぶ。1761年リモージュ州の総徴税区長官（知事）となり1774年まで13年間その職に在った。知事在職中の1766年に、『富の形成と分配にかんする諸考察(Réflexions sur la formation et la distribution des richesses)』を書き上げ、デュ・ポン・ド・ヌムールに送った。デュ・ポンは、これを3年後の1769年から70年にかけて、自身が編集していた雑誌『市民日誌』に掲載・紹介した。ただしその際、デュ・ポンはケネー派の主張に沿うようテュルゴーの原稿を加筆・修正し、テュルゴーの真意と異なるかたちとなったため、自身のオリジナル・テクストどおりのものを、別刷としてデュ・ポンに印刷させた。
また、1770年代のはじめには、裁判における陪審制をめぐって二コラ・ド・コンドルセと手紙で議論しているが、その議論では、テュルゴーは陪審裁判に懐疑的である。
ルイ16世統治初期の1774年5月に海軍大臣に任命され、8月に財務総監に転任した。財務総監時代には、デュ・ポン、コンドルセを片腕として、穀物取引の自由化やギルドの廃止を行い、自由主義的な立場から財政再建を図った。しかし、折しも1775年に小麦が不作となったことから、「小麦粉戦争」と呼ばれる農民一揆が生じて自由化政策が批判され、さらには特権身分の反対（レントシーキング）を受けて、1776年5月に辞職した。
その後は隠棲してパリで自分の好きな研究に勤しんだが、フランス革命の始まりを見ることなく1781年、痛風が元で死去した（53歳）。

## 思想
かれの最高傑作『富の形成と分配に関する考察』 (1766) で、テュルゴーは重農主義体系に経済学市場初めて「資本(Capital)」概念を導入し、近代経済学を創設した。またかれは「剰余」の概念を明確にして、「剰余」と「成長」の結びつきを明らかにし、利益率と金利とを関連づけた。また、「市場価格」と「自然価格」をはっきり区別した最初の人物の一人でもある。結果としてテュルゴーは、もとの重農主義者たちとは produit netの性質についてちがった考えを持つようになっており、剰余は農業だけでなく、産業からも生み出されると考えるようになっていた。こうした発想はすべてアダム・スミスと古典派に受け継がれることとなる。
　テュルゴーはまた、限界革命の先駆者とも言える。かれの『価値と貨幣』 (Valeurs et Monnaies, 1769) は驚くほどきちんと展開された、価格の需要ベース理論を含んでいる。またこの本で、かれは取引者の数が多くなれば交換の非決定性の度合いが下がるという点について、驚くほど先見的な議論を展開している。このテーマは後にエッジワースがとりあげるものだ。もう一つ重要な経済学的貢献は（1768 年の Observationsにおいて) 生産における投入の比率を可変にすることを導入したことだ。テュルゴーはまた、要素生産に対して限界生産性の逓減の考え方を思いついた最初の人物でもある。最後に、1766 年の貨幣に関する議論は、実質金利と名目金利の区別をつけていた（これはそれまで区別されていなかった）。。

【生存手段の進歩による社会発展論】
デヴィッド・クレーバーとデヴィッド・ウエングロウの『万物の黎明』(原著2020)の中で「テュルゴーの世界形成力(デミウルゴス)」という節を設けて、史上初めて生存手段(mode of subsistance)の進歩による4段階の社会発展段階論を打ち出したと紹介されている(ロナルド・ミークを参照)。
これは当時フランスを席巻していたアメリカ先住民の政治家カンデイアロンクなどによる自由で平等な未開社会からの不自由で不平等なフランス社会への批判への応答(直接的にはチュルゴ23歳時の1751年のグラフィニ夫人への手紙)として考案されたものである。即ち、未開人(狩猟段階)の自由と平等はだれもが平等に貧しい社会にのみ可能であり、社会が発展し技術が進歩し、個人の能力の差が大きくなり、分業が進展し複雑な「農業文明」「商業文明」へと発展する。そこでは、一部の人間の貧困が社会全体の繁栄のための必要条件と説く。社会の進化は狩猟者から牧畜、農耕を経て現代のような都市商業文明の段階に至るとする。
この社会進化論(4段階理論)は友人アダム・スミス、アダム・ファーガソン、ジョン・ミラーなどなよって人類史の一般理論に組み入れられていったとする。
。
なお、ミーク自身はこの理論をその後の啓蒙的、唯物論的社会科学の発展に決定的な役割を果たしたと評価しつつ、アダム・スミスはモンテスキューの影響の元、テュルゴーとは独立にこの理論を発見したとしている。
。

## 邦訳
- 『富に関する省察』(永田清訳、岩波文庫、1934年)
- 「チュルゴ経済著作集」(津田内匠訳、一橋大学経済研究叢書、1962年 <岩波オンデマンドブックスとして2016年に復刊 ISBN 978-4-00-730467-5>)

<著作集の内容>
『商業、貨幣流通と利子、諸国家の富にかんする著述プラン』(1753年～1754年)
『指定市場』(『百科全書』の記事、1757年)
『財団』(『百科全書』の記事、1757年)
『ヴァンサン・ド・グルネー讃辞』(1759年)
『二人のシナ人にあて、シナにかんする質問』』(1766年)
『富の形成と分配にかんする諸考察』(1766年)
『リモージュ農業協会から賞を授与された諸論文にかんする所見』(1767年)
『価値と貨幣』』(1769年?)